# Windows 3.0
Windows 3.0 fue la versión del entorno operativo creado por Microsoft y lanzado el 22 de mayo de 1990. Esta se convirtió en la primera versión exitosa de Microsoft Windows, y un rival para el Apple Macintosh y la Commodore Amiga. Fue sucedido por Windows 3.1x en 1992.
Windows 3.0 se originó en 1989 cuando David Weise y Murray Sargent decidieron desarrollar independientemente una versión de Windows en modo protegido como un experimento. Juntos realizaron un prototipo y se lo presentaron a los ejecutivos de la compañía, quienes se impresionaron lo suficiente como para aprobarlo como proyecto oficial.

## Características
Windows 3.0 sucedió a Windows 2.1x e incluyó una interfaz de usuario significantemente mejorada, además de incluir varias mejoras técnicas para hacer un mejor uso de las capacidades de administración de memoria de los procesadores 286 y 386 de Intel. Ahora los programas en modo texto pueden ejecutarse en una ventana — una característica disponible de forma más limitada en Windows/386 2.1x — haciendo el sistema usable como base multitarea para programas heredados. Sin embargo, esto tenía un uso muy limitado en el mercado doméstico, donde la mayoría de juegos y programas de entretenimiento seguían usando MS-DOS.
El ejecutor MS-DOS fue reemplazado con el Administrador de programas, basado en íconos; y el Administrador de archivos, basado en listas, dividiendo así archivos y programas. El panel de control, disponible previamente como un programa estándar, fue rediseñado inspirándose en el panel que aparece en el Mac OS clásico. Centralizó los ajustes del sistema, incluyendo el control sobre el esquema de color de la interfaz.
Al igual que con las versiones anteriores, un número de aplicaciones simples (ahora denominados accesorios) fueron incluidos, como el Bloc de notas (notepad), el procesador de textos Write, la nueva Grabadora de macros (que luego sería descontinuada), el programa de mapa de bits Paintbrush (bastante mejorado desde la última versión), y la calculadora. Además, el juego Reversi volvió a incluirse junto al nuevo Solitario.
Los íconos y gráficos de Windows ahora soportan 16 colores en el modo EGA y VGA, mientras que Windows 2.x solo tenía una paleta limitada para el color de los menús y las ventanas, y todos los gráficos del programa eran monocromo. Además, los modos SVGA de 256 colores fueron soportados por primera vez.
Windows 3.0 incluye un modo protegido/mejorado que permite que las aplicaciones de Windows utilicen más memoria de una manera más fácil que en las versiones anteriores de Windows. Puede ejecutarse en cualquiera de los modos (Real, estándar/protegido o 386 mejorado), y es compatible con cualquier procesador de Intel desde el 8086/8088 hasta el 80286 y el  80386. Windows 3.0 intenta detectar automáticamente el modo a ejecutar, aunque puede ser forzado a correr en un modo específico usando los comandos: /r (en modo real), /s ("en modo estándar" 286 protegido) y 3 / (modo mejorado y protegido 386), respectivamente. Desde Windows 3.0 (y posteriores) se ejecutan en arquitecturas de 16-bit en modo protegido 286 y no de 32-bit en modo protegido 386, las aplicaciones aún se deben ejecutar en segmentos de memoria de 64 KiB como en DOS, aunque instrucciones de 32 bits pueden estar contenidos en el código (Ami Pro fue la primera aplicación de Windows que requiere un 386). Debido a esto, Windows 3.0 sólo puede acceder a un máximo de 16 MB de RAM totales, incluso con un procesador 386 o superior.
Las características enumeradas anteriormente y el creciente apoyo del mercado por parte de los desarrolladores de software de aplicaciones hicieron que Windows 3.0 fuera exitoso, convirtiendo al ordenador IBM PC o compatible en un serio rival para el Apple Macintosh.
Las distribuciones minoristas y OEM estándar de Windows 3.0 estaban en disquetes de alta densidad de 1,2 MB y 1,44 MB; también se ofreció una versión de 720 KB. Asimismo, era posible solicitar a Microsoft una edición en discos flexibles de 360 KB. Completamente instalado, Windows 3.0 utiliza 5 MB de espacio en el disco duro.

## Requisitos del sistema
Los requisitos oficiales de Windows 3.0 son los siguientes:
- Procesador Intel 8088 o superior.
- 384 KB de memoria libre convencional (en modo real; los modos protegidos y mejorados requieren 1MB y 2MB respectivamente).
- Disco duro con 10 MB de espacio libre recomendado.
- Gráficos con soporte CGA / EGA / VGA / Hercules / 8514/A y un monitor adecuado y compatible
- MS-DOS versión 3.1 o superior.

Además, se recomienda un ratón compatible con Microsoft.
Windows 3.0 no se puede ejecutar a todo color en un sistema 8086 porque los drivers de color EGA y VGA requieren el modo 286. Microsoft también dejó de soportar la línea de ordenadores Tandy 1000 en esta versión, por lo que no hay un controlador de gráficos Tandy para Windows 3.0. Sin embargo, el driver Tandy de Windows 2.x puede ser copiado y usado en el sistema de destino.

## Modos de memoria
Windows 3.0 se puede ejecutar en tres modos diferentes de memoria:
- Modo real, destinados a los equipos más antiguos con una CPU Intel 8088 u 8086, y que corresponde a su modo real.
- Modo estándar, destinada a equipos con un procesador 80286, y que corresponde a su modo protegido.
- 386 modo mejorado, diseñado para los nuevos ordenadores con un procesador Intel 80386 o superior, y que corresponde a su modo protegido y modo virtual 8086.

## Actualizaciones

### Windows 3.0a
En diciembre de 1990, Microsoft lanzó Windows 3.0a. Esta versión incluyó la habilidad de mover cantidades de datos superiores a 64 KB (El lanzamiento original sólo podía manipular un segmento de RAM a la vez). También mejoró la estabilidad reduciendo los Errores de Aplicación Irrecuperables (del inglés UAEs) asociados con la red, la impresión y las condiciones de poca memoria. Esta versión aparece como "Windows 3.00a" en la ventana de Acerca de Windows.

### Windows 3.0 con Extensiones Multimedia
Basado en Windows 3.0a, Windows 3.0 con Extensiones Multimedia fue lanzado en octubre de 1991 para soportar tarjetas de sonido como las fabricadas por Creative Labs en aquel momento, además de soportar unidades de CD-ROM, las cuales estaban empezando a popularizarse. Esta edición sólo fue lanzada para los OEM, sobre todo los fabricantes de lectores de CD-ROM y tarjetas de sonido, y muchos ordenadores venían preinstalado con ella.
Esta edición añade soporte multimedia para la entrada y salida de audio, además de tres nuevos programas: el Transmisor de medios, el Reproductor de CD, un reloj nuevo, un formato de ayuda mejorado y salvapantallas. Todas estas características serían incluidas posteriormente en Windows 3.1. Microsoft desarrolló la especificación de la tarjeta de sonido del sistema de sonido de Windows para complementar estas extensiones. Microsoft desarrolló el estándar de tarjetas de sonido "Sistema de Audio de Windows" (del inglés Windows Sound System) para complementar estas extensiones. Estas características no son accesibles bajo el modo Real de Windows 3.0.
| Predecesor: Windows 2.0 | Windows 3.0 1990 | Sucesor: Windows 3.1 |

- Datos: Q491546
- Multimedia: Microsoft Windows 3.0 / Q491546